# 열저항
열저항(Thermal resistance)은 물체나 물질이 전열에 저항하는 열의 특성이자 온도차의 측정이다. 열저항은 열전도의 역원이다.
- 와트당 켈빈(K/W) 단위의 (절대) 열 저항 R은 특정 구성 요소의 속성이다. 예를 들어 방열판의 특성이다.
- 와트당 켈빈 미터(K⋅m/W) 단위의 특정 열 저항 또는 열 저항률 Rλ는 재료 상수이다.
- 단열재의 단위는 와트당 제곱미터 켈빈(m2⋅K/W)(SI 단위) 또는 영국식 열 단위(ft2⋅°F⋅h/Btu)당 화씨 제곱피트(영국식 단위)이다. 재료의 단위 면적당 열 저항이다. 절연성 측면에서 R-값으로 측정된다.

## 같이 보기
- 열 설계 전력